# Cầu Simone-de-Beauvoir
Cầu Simone-de-Beauvoir (tiếng Pháp: Passerelle Simone-de-Beauvoir), hay tên dự kiến ban đầu là Cầu Bercy-Tolbiac (Passerelle Bercy-Tolbiac) là một cầu cho người đi bộ và đi xe đạp bắc qua sông Seine thuộc địa phận Paris, Pháp. Nằm giữa cầu Tolbiac và cầu Bercy, cầu Simone-de-Beauvoir nối khu Paris Rive Gauche của Quận 13 với khu phố Bercy của Quận 12. Cây cầu này được hoàn thành năm 2006 và là cây cầu ít tuổi nhất trong số 37 cây cầu hiện nay của thủ đô nước Pháp.
| Métro Paris | Bến tàu điện ngầm: Quai de la Gare |

## Lịch sử
Cầu Simone-de-Beauvoir được xây dựng từ năm 2004 đến năm 2006. Công trình này do Dietmar Feichtinger và RFR Ingenieurs thiết kế. Cây cầu được đúc sẵn từng phần tại nhà máy của hãng Eiffel ở Alsace sau đó chuyển theo kênh đào ra biển Bắc, vòng qua eo biển Manche rồi quay trở lại Paris theo đường sông. Phần chính của cầu được chuyển đến Paris bằng sà lan ngày 30 tháng 11 năm 2005 và được đưa vào vị trí ngày 29 tháng 1 năm 2006. Phần cấu kiện chính này nặng tới 650 tấn, dài 106 mét và rộng 12 mét.
So với các cầu đi bộ (passerelle) còn lại ở Paris như Léopold-Sédar-Senghor, Pont des Arts và Debilly) thì cầu Simone-de-Beauvoir có kiến trúc đặc biệt hơn hẳn. Cầu có hai phần cắt chéo nhau dạng thấu kính với độ cao khác nhau. Cầu bắc ngang qua sông Seine mà không hề có trụ đỡ, đầu cầu bờ trái được nối thẳng với sân trước của Thư viện quốc gia Pháp (Toà nhà François-Mitterrand), đầu cầu bờ phải nối thẳng với công viên Bercy. Phần giữa của cầu có dạng một mái che giúp người đi bộ có thể tránh mưa khi cần.
Tháng 3 năm 2005 thị trưởng Paris Bertrand Delanoë đã đề nghị đổi tên cầu từ Bercy-Tolbiac thành Simone de Beauvoir, nữ triết gia nổi tiếng của Pháp. Trong ngày khánh thành cầu 13 tháng 7 năm 2006, một trong những người cắt băng cho công trình là con gái nuôi của Simone, bà Sylvie Le Bon de Beauvoir.